# Mistrzostwa Włoch w piłce nożnej (1903)
Mistrzostwa Włoch w piłce nożnej 1903 (wł. Campionato Italiano di Football) – były 6 edycją najwyższej klasy mistrzostw Włoch w piłce nożnej organizowanych przez FIF, które odbyły się od 1 marca 1903 do 13 kwietnia 1903. Mistrzem został Juventus F.C., zdobywając swój pierwszy tytuł.

## Organizacja
Liczba uczestników została zmniejszona z 8 do 6 drużyn.

## Kluby startujące w sezonie
| Klub             | Miasto   | Region    |
| ---------------- | -------- | --------- |
| SG Andrea Doria  | Genua    | Liguria   |
| SC Audace Torino | Turyn    | Piemont   |
| Genoa CFC        | Genua    | Liguria   |
| Juventus         | Turyn    | Piemont   |
| Milan CFC        | Mediolan | Lombardia |
| FBC Torinese     | Turyn    | Piemont   |

## Eliminacje

### Liguria
SG Andrea Doria był jedynym klubem z Ligurii. Automatycznie otrzymał kwalifikacje.

### Lombardia
Milan C.F.C. był jedynym klubem z Lombardii. Automatycznie otrzymał kwalifikacje.

### Piemont
1 marca
Juventus F.C. - FBC Torinese 5:0
8 marca
Juventus F.C. - Audace Torino 2:1

### Liguria-Piemont
15 marca
Juventus F.C. - SG Andrea Doria 7:1

## Półfinał
22 marca
Juventus F.C. - AC Milan 2:0

## Finał
29 kwietnia
Genoa CFC - Juventus F.C. 3:0
Genoa CFC została mistrzem Włoch. Ostatni mecz rozegrała w składzie: Spensley, Rossi P., Ghigliotti, Pasteur I, Senft, Cartier, Agar, Foffani, Dapples, Montaldi, Pasteur II.